# Pozo de Zamzam
El pozo de Zamzam (en árabe: بِئْرُ زَمْزَمَ) es un pozo considerado sagrado en el Islam, ubicado en la mezquita de Másyid al-Haram en La Meca, Arabia Saudita, a unos 20 metros al oriente de la Kaaba, el lugar más sagrado del Islam. Tiene 35 metros de profundidad y está cubierto por una cúpula. En el Islam se cree que es una fuente de agua generada milagrosamente por Dios, que surgió espontáneamente hace miles de años cuando el hijo de Ibrahim (Abraham), Ismail (Ismael) fue abandonado junto con su madre Hayar (Agar) en el desierto, sediento y llorando. Por tal razón, se le conoce también con el nombre de «pozo de Ismael». Todos los musulmanes que realizan la Gran Peregrinación o hach (así como las peregrinaciones menores, umrah) beben de sus aguas, consideradas medicinales, la recogen en algún recipiente para llevarla a sus lugares de origen, y procuran sumergir en sus aguas el sudario con el que serán amortajados cuando mueran. De fuentes fidedignas se sabe que dicho pozo ya era reverenciado en la época preislámica.

## Etimología
El nombre del pozo proviene al parecer de la frase Zomë Zomë, que significa ‘deja de fluir’, una orden repetida por Agar mientras intentaba contener el agua del manantial. Otras formas de transcripción incluyen las grafías Zam Zam, Zam-Zam, Zemzem, Zem Zem y Zem-zem.

## Origen según la tradición
La tradición islámica afirma que el pozo de Zamzam fue revelado a Hayar (Agar), la segunda esposa de Ibrahim (Abraham) (véase Génesis, 16:3) y madre de Ismail. Por orden de Dios, Ibrahim abandonó a su esposa e hijo en un lugar del desierto y se marchó. Agar buscó agua desesperadamente para su pequeño hijo, sin poder encontrar ninguna, pues La Meca se halla en un valle caluroso y seco con pocos manantiales. Según la tradición, Agar corrió siete veces de un lado a otro en medio del calor abrasador entre las dos colinas de Safa y Marwah en busca de agua. Más sediento a cada instante, el bebé Ismail habría escarbado la tierra con los pies, y de repente brotó agua de allí. Según otras versiones de la historia, Dios envió a su ángel Gabriel (Yibrail), quien habría pateado el suelo con un talón (o su ala) y el agua habría brotado.
Según la tradición islámica, Ibrahim reconstruyó la Baitullah (‘Casa de Dios’) cerca del sitio del pozo, un edificio que había sido construido originalmente por Adán (Adem), y que hoy día recibe el nombre de Kaaba, el edificio hacia el cual los musulmanes de todo el mundo giran sus rostros al orar, cinco veces al día. El pozo de Zamzam se encuentra aproximadamente a 20 m al oriente de la Kaaba. Según un hadiz, el corazón de Mahoma fue sacado de su cuerpo después de morir, lavado con agua del pozo de Zamzam y puesto de nuevo en su lugar original, tras lo cual se llenó de fe y sabiduría.

## Rol en la vida religiosa musulmana
Los peregrinos que llegan a la Másyid al-Haram para hacer el Hach o la Umrah, beben el agua de Zamzam allí como parte de los rituales de la peregrinación y se llevan pequeñas cantidades de vuelta a sus casas. Normalmente, cada peregrino se lleva entre 10 y 20 litros de agua de Zamzam. La compra y venta de agua de Zamzam auténtica, así como su exportación comercial, están prohibidos por la legislación saudita. No obstante, existe gran demanda de esta agua en muchos países islámicos y en la diáspora, demanda que los comerciantes aprovechan recurriendo a menudo a la falsificación. En La Meca misma existe un comercio de agua durante la Umrah y el Hach. En este caso, sin embargo, el precio que se paga se debe a la compra de los envases robustos y desinfectados en que se lleva, y que los peregrinos deben sellar por separado en las terminales del aeropuerto Rey Abdul Aziz en bolsas de plástico que se les proporcionan si quieren llevarlos a otros países.
Según la tradición islámica, como resultado de la aparición de la fuente la gente empezó a instalarse en el valle por lo demás árido, y se dice que esto representó el comienzo de la ciudad de La Meca. En memoria de la búsqueda y el esfuerzo de Agar, los peregrinos caminan aún de un lado al otro entre las dos colinas, las dos de las cuales ahora se encuentran dentro de la gran mezquita, siete veces durante la peregrinación del Hach (ceremonia que se llama, en árabe, Saʿy).

## Información técnica
El pozo de Zamzam fue excavado a mano y tiene aproximadamente 30 m de profundidad y entre 1,08 y 2,66 m de diámetro. Aprovecha el agua subterránea del aluvión del uadi y parte del lecho rocoso. Originalmente, el agua del pozo se extraía mediante cubos sujetados con cuerdas, pero en la actualidad el pozo mismo se encuentra en una sala subterránea desde donde se puede ver detrás de paneles de vidrio (no se permite la entrada de visitantes). Bombas eléctricas sacan el agua, que está disponible en toda la mezquita de Másyid al-Haram a través de fuentes de agua y dispensadores cerca del área de Tawaf.
Hidrogeológicamente, el pozo está en el Uadi Ibrahim (Valle de Abraham). La parte superior del pozo está en el aluvión arenoso del valle, revestido con mampostería de piedra, excepto por el metro inicial que tiene un "collar" de hormigón. La mitad inferior está en el lecho de roca. Entre el aluvión y el lecho de roca hay una sección de medio metro de roca erosionada permeable, revestida con piedra, y es esta sección la que sirve de entrada principal del agua al pozo. El agua del pozo proviene de la lluvia absorbida en el Uadi Ibrahim, así como de la escorrentía de las colinas en la zona. Dado que el área se ha vuelto cada vez más poblada, ha disminuido el agua de la lluvia absorbida en el Uadi Ibrahim. El Servicio Geológico de Arabia Saudita mantiene el «Centro de Estudios e Investigación de Zamzam» que analiza en detalle las propiedades técnicas del pozo. Los niveles de agua han sido monitoreados por hidrograma, y en tiempos más recientes ha cambiado a un sistema de monitoreo digital que rastrea el nivel del agua, la conductividad eléctrica, el pH, el potencial de reducción y la temperatura. Toda esta información está disponible continuamente a través de Internet. También se han abierto otros pozos en el valle, algunos con registradores digitales, para monitorear la respuesta del sistema acuífero local.
El agua de Zamzam es incolora e inodora, pero tiene un sabor distintivo, con un pH entre 7.9 y 8, por tanto ligeramente alcalina.

## Posibles riesgos para la salud
En el pasado, la Food Standards Agency ha publicado advertencias sobre agua de la que se ha afirmado proviene del pozo de Zamzam y que contiene niveles peligrosos de arsénico. La venta de agua de Zamzam es ilegal en los Emiratos Árabes Unidos (EAU), ya que, según las autoridades, está disponible en Arabia Saudita para cualquier visitante a Tierra Santa y no tiene fines comerciales. El gobierno saudita ha prohibido la exportación comercial de agua de Zamzam desde el reino. En mayo de 2011, una investigación de la BBC de Londres declaró que el agua extraída de los grifos conectados al pozo de Zamzam contenía altos niveles de nitrato, bacterias potencialmente nocivas y arsénico a niveles tres veces superiores al límite legal en el Reino Unido, los mismos niveles que se encontraron en el Reino Unido en el agua comprada ilegalmente.
Más tarde, ese mismo mes, el Consejo de Hajjis Británicos declaró que beber agua de Zamzam era seguro y se mostró en desacuerdo con el informe de la BBC. También señalaron que el Gobierno de Arabia Saudita no permite la exportación de agua de Zamzam para la reventa. Afirmaron igualmente que se desconocía si el agua que se vendía en el Reino Unido era auténtica y que la gente no debería comprarla y debería informar a las autoridades si la veían a la venta.
Las declaraciones de la BBC han provocado reacciones encontradas en la comunidad musulmana. El funcionario de salud ambiental Yunes Ramadan Teinaz habló con la emisora británica sobre el agua de Zamzam comercializada, afirmando que: «La gente ve esta agua como agua bendita. Les resulta difícil aceptar que está contaminada, pero las autoridades de Arabia Saudita o del Reino Unido deben tomar medidas». Las autoridades sauditas han declarado que el agua del pozo fue analizada por los Laboratorios del Grupo CARSO-LSEHL en Lyon, autorizados por el Ministerio de Salud francés para analizar el agua potable. Según informes de estos resultados, el nivel de arsénico en el agua de Zamzam tomada en su fuente es mucho menor que la cantidad máxima permitida por la Organización Mundial de la Salud. Por tanto, las autoridades sauditas han dicho que el agua es apta para el consumo humano. Zuhair Nawab, presidente del Servicio Geológico de Arabia Saudita (SGS), ha declarado que el Pozo de Zamzam se somete a pruebas a diario, en un proceso que implica la toma de tres muestras del pozo, y que estas muestras se examinan en el Centro de distribución de agua de Zamzam del Rey Abdullah en La Meca, que está equipado con instalaciones avanzadas.
En 2018, la autoridad saudita emprendió un proyecto de renovación del pozo. El proyecto implicaba la esterilización de las áreas alrededor del pozo de Zamzam mediante la eliminación de los escombros de hormigón y acero utilizados en el antiguo sótano de la Gran Mezquita. Durante el Ramadán, se analizan 100 muestras todos los días para garantizar que el agua sea de buena calidad.

## Supuestas propiedades terapéuticas
Se ha afirmado que el agua del pozo de Zamzam tiene propiedades curativas. Sin embargo, esto nunca se ha evaluado científicamente, y un artículo escrito en la revista Skeptic en 2017 afirma que las metodologías de prueba utilizadas por las autoridades sauditas para confirmar las supuestas propiedades terapéuticas del agua son incompletas, inadecuadas y sesgadas.